# Leitfähige Redox-Polymere

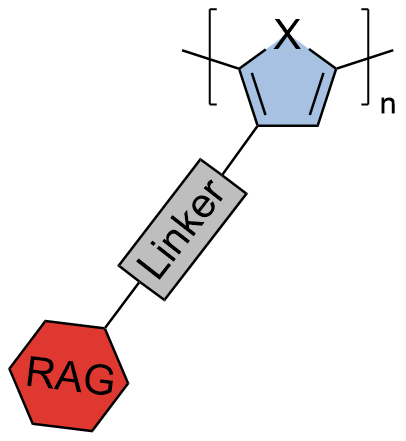
Schema eines leitfähigen Redoxpolymers; RAG = redoxaktive Gruppe, X = N oder S.

Leitfähige Redox-Polymere sind organische Polymere, welche die Eigenschaften von leitfähigen Polymeren und redoxaktiven Polymeren vereinen. Ein leitfähiges Polymer, welches das Polymerrückgrat bildet, wird hierfür mit redoxaktiven Seitengruppen substituiert.
Das leitfähige Polymerrückgrat ist üblicherweise Polythiophen- oder Polypyrrol-basiert. Als Seitengruppen werden häufig Chinone, Radikale wie TEMPO, oder Metallkomplexe wie Ferrocen verwendet.
Das leitfähige Polymerrückgrat macht leitfähige Additive in Anwendungen wie zum Beispiel organischen Batterien überflüssig. Dies stellt einen entscheidenden Vorteil gegenüber herkömmlichen redoxaktiven Polymeren dar.

## Synthese
Bei der Synthese von leitfähigen Polymeren werden zunächst redoaktive Gruppen an ein Monomer (oder Trimer) eines entsprechenden leitfähigen Polymers kovalent angebunden. Die Monomere, bei welchen es sich häufig um EDOT-Derivate handelt, werden anschließend entweder elektropolymerisiert oder chemisch oxidativ polymerisiert (z. B. mit FeCl3 oder Fe(OTs)3).

## Redoxpotential-Übereinstimmung
Bei der Syntheseplanung eines leitfähigen Redox-Polymers ist es wichtig, die verschiedenen Redoxpotentiale der Seitengruppe und des Polymerrückgrats zu berücksichtigen, da leitfähige Polymere nur im dotierten Zustand und somit lediglich in einem bestimmten Potentialbereich leitfähig sind. Sollte das leitfähige Polymerrückgrat seine Leitfähigkeit verlieren, bevor die Redoxreaktion der Seitengruppe vollständig erfolgen konnte, wird die Seitengruppe in ihrem geladenen Zustand gefangen.
Um dies zu vermeiden, sollte das Potential, bei welchem die Dotierung des Polymerrückgrats einsetzt, bei einem niedrigeren Potential als des Redoxpotentials der Oxidation der Seitengruppe liegen. Wird die Seitengruppe reduziert, sollte das Potential, bei welchem die Dotierung des Polymerrückgrats einsetzt, bei einem höheren Potential liegen. Gelingt dies, wird von einem Potential Match (dt. ‚Potential-Übereinstimmung‘) gesprochen.